# Nový Kostel
Nový Kostel é uma comuna checa localizada na região de Karlovy Vary, distrito de Cheb‎.